# Resolución 115 del Consejo de Seguridad de las Naciones Unidas
La resolución 115 del Consejo de Seguridad de las Naciones Unidas fue aprobada por unanimidad el 20 de junio de 1956, tras haber examinado la petición de membresía por parte del Reino de Marruecos para poder ser miembro de las Naciones Unidas. En esta resolución, el Consejo recomendó a la Asamblea General la aceptación de Marruecos como miembro.